# Myrmarachne assimilis
Myrmarachne assimilis là một loài nhện trong họ Salticidae.
Loài này thuộc chi Myrmarachne. Myrmarachne assimilis được Richard C. Banks miêu tả năm 1930.